# Yehezkel Mark
Yehezkel Mark (n. 1928, Mitocu Dragomirnei, România – d. 23 aprilie 2005, Ierusalim) a fost un teolog iudaic și istoric literar israelian, originar din România, care a îndeplinit funcția de rabin al comunităților evreiești din România (28 mai 1995 - septembrie 1997).

## Biografie
Rabinul Dr. Yehezkel Mark s-a născut în anul 1928 în Bucovina (România). Supraviețuind Holocaustului, el a părăsit țara pentru a emigra în statul Israel în anul 1946. După ce a luat parte la Războiul de independență al Israelului, el a studiat la prestigiosul Institut de studii talmudice (ieșiva ortodoxă) Harry Fischel din Ierusalim, obținând titlul de Doctor în iudaism.
A devenit cunoscut mai cu seamă ca expert în opera scriitorului israelian Shmuel Yosef Agnon și a predat în calitate de profesor de literatură la licee religioase, ca de pildă, la Liceul Yeshiva Hadarom din orașul Rehovot și la Universitatea Bar Ilan din Ramat Gan (Israel). Teza sa de doctorat în literatură cu titlul „Agnon și Dostoievski”, prezentată la Universitatea din Johannesburg (Africa de Sud), a fost consacrată influenței scriitorilor europeni asupra creației lui Agnon. Unele din eseurile sale literare au fost publicate în ziarul "Hatzofé", care a fost organul Partidului Național Religios din Israel.
Yehezkel Mark nu a servit niciodată în cadrul Rabinatului israelian până la alegerea sa ca Rabin al României. În schimb, a fost rabin la Sinagoga Potchefstroom din Johannesburg (astăzi muzeu de artă) îndeplinind în perioada 1970-1972 și funcția de președinte al Comunității Evreiești din Africa de Sud. În 1975, la vârsta de 47 ani, a obținut autorizația oficială de rabin și în Israel .
La 28 mai 1995, cu 52 voturi pentru și patru voturi împotrivă, rabinul israelian Yehezkel Mark a fost ales de către reprezentanții comunităților evreilor din România pentru a-i succeda șef-rabinului dr. Moses Rosen, în calitate de Rabin al României. Spre deosebire de predecesorul său, rabinul Yehezkel Mark nu a primit titlul de Șef-Rabin, dar i s-a atribuit jurisdicția asupra tuturor comunităților evreiești din România. De asemenea, rabinul Yehezkel Mark nu a fost nici președinte al Federației Comunităților Evreiești din România, în această funcție fiind ales un laic, academicianul prof. dr. Nicolae Cajal. Rabinul Mark a sosit la București la 20 august 1995, pentru a-și lua în primire funcția. 
După puțină vreme, în septembrie 1997, rabinul Yehezkel Mark a fost determinat să iasă la pensie cu mult timp înainte de vârsta cuvenită. În perioada în care a condus comunitățile evreiești din România, rabinul Mark a vizitat comunitățile religioase din Moldova și Transilvania, ținând predici în sinagogi și militând pentru apropierea evreilor de sinagogi.
Yehezkel Mark și-a trăit ultimii ani în cartierul Baka din Ierusalim și a decedat în seara de Paște, 23 aprilie 2005, în urma unei boli grele și îndelungate.
A lăsat doi fii și o fiică. Unul din fiii săi, rabinul Shlomo Meir Issakhar Mark (n. 1958), conduce activitatea hasidimilor Habad în localitatea israeliană Makkabim-Re'ut și s-a distins prin editarea și comentarea unor scrieri religioase, precum și studii din punct de vedere religios ale gramaticii ebraice.
În august 2009, într-un articol în ziarul Haaretz, criticul literar israelian Ariel Hirshfeld a deplâns faptul că a găsit aruncate în stradă în dezordine cărțile și revistele laice din biblioteca dr. Yehezkel Mark.  

## Scrieri
Articole despre opera lui Yosef Shmuel Agnon:
- „Agnon și Haim Nahman Bialik - studii asupra povestirii "Al Hashhita" (Despre tăiere), de Sh.Y.Agnon”, în revista "Bisde Hemed", vol. 20 1977, p. מרק, יחזקאל. בין עגנון לביאליק : עיונים בסיפור "על השחיטה" לש"י עגנון. בשדה חמ"ד, כרך כ' (1977), עמ' 447־458"
- „Interpretarea unei povestiri - studii despre povestirea "Șoarecele și cocoșul" de Sh.Y. Agnon”, în revista "Sde Hemed" vol. 21 1977, מרק, יחזקאל. לפשרו של סיפור : עיונים בסיפור "העכבר והתרנגול" מאת ש"י עגנון. בשדה חמ"ד, כרך כ"א (1977), עמ' 99־110.
- "Agnon și Hamsun”, în revista "Critică și comentariu" de cercetare a literaturii poporului evreu, vol. 15, 1980

מרק, יחזקאל. בין עגנון להמסון. בקורת ופרשנות: כתב-עת למחקר ספרות עם-ישראל, כרך 15 (1980), עמ' 153־182. 
- „Agnon și părinții sinagogii - motive și metamorfozele lor (pe urmele unui articol și al unei legende din creația lui Sh.Y. Agnon)”, în revista Aley Siakh, nr. 10-11, 1981, p. מרק, יחזקאל. בין עגנון וחז"ל - מוטיבים וגילגוליהם (בעקבות מאמר אחד ואגדה אחת ביצירת ש"י עגנון). עלי שיח, חוב' 10־11 (1981), עמ' 114־128.
- „Studii despre povestirea "Ce e strâmb se va îndrepta"”. în revista Sde Hemed, vol 27, 1983, p. מרק, יחזקאל. עיונים בסיפורו של ש"י עגנון "והיה העקוב למישור"  בשדה חמ"ד, כרך כ"ז (1983), עמ' 69־76.
- „Agnon și Kurzweil (Despre motivul "Cântării fericite" in creația lui Agnon)”. în ziarul „Hatzofe”, 2 august 1985,

מרק, יחזקאל. בין עגנון וקורצוויל (על מוטיב "השירה המאושרת" ביצירות ש"י עגנון). הצופה, ט"ו באב תשמ"ה, 2 באוגוסט 1985, עמ' 6.